# Барзилович, Пётр Павлович
Пётр Павлович Барзилович — советский хозяйственный, государственный и политический деятель.

## Биография
Родился в 1914 году (Рига). Член КПСС.
С 1929 года — на хозяйственной, общественной и политической работе. В 1929—1983 гг. — ученик электромонтёраа, электромонтёр, инженер-технолог, главный механик завода, главный механик Карпинского завода НКУП, механик, главный механик, главный инженер, директор Конотопского завода «Красный металлист», директор Сумского завода электронных микроскопов.
За разработку и внедрение в угольную промышленность аппаратуры сигнализации, централизации и блокировки для подземного транспорта шахт, опасных по газу и пыли был в составе коллектива удостоен Сталинской премии 3-й степени 1952 года.
Умер в Сумах в 2009 году.